# Leptosphaeria eustoma
Leptosphaeria eustoma är en svampart som först beskrevs av Elias Fries, och fick sitt nu gällande namn av Pier Andrea Saccardo 1879. Leptosphaeria eustoma ingår i släktet Leptosphaeria och familjen Leptosphaeriaceae.   Inga underarter finns listade i Catalogue of Life.